# Hemorrhois
Hemorrhois es un género de serpientes de la familia Colubridae. Sus especies se distribuyen por el paleártico: el sur de Europa, Asia y el norte de África.

## Especies
Se reconocen las siguientes:
- Hemorrhois algirus (Jan, 1863)
- Hemorrhois hippocrepis (Linnaeus, 1758)
- Hemorrhois nummifer (Reuss, 1834)
- Hemorrhois ravergieri (Ménétries, 1832)